# Vuno
Vuno település Albánia délnyugati részén, az Albán-Riviérán, Himara várostól légvonalban 6, közúton 8 kilométerre északnyugati irányban. Vlora megyén belül Himara község, illetve Himara alközség települése. Görög kisebbség lakta falu, görög neve Vunó (Βουνό).

## Fekvése
Vuno az Albán-Riviérán, az Akrokerauni-hegyvidékhez tartozó Mblerëza-hegy (Maja e Mblerëzës, 1095 m) déli tájolású, a Jón-tengerre néző lejtőin fekszik, mintegy 2 kilométerre a tengerparttól. A falu északi határának legmagasabb pontja a 718 méteres Mjegullosh-hegy (Maja e Mjegulloshit), a település belterülete 300–400 méteres tengerszint feletti magasságban fekszik. Vunot átszeli a Fier–Vlora–Saranda közötti SH8-as jelű főút.

## Története
A falu görög neve, Βουνό eredetileg dombot jelentett, s a régészeti kutatások alapján már az i. e. 2. században település állt a helyén. Egy 1431-es összeírás alkalmával huszonkét vunói családot jegyeztek fel. Fénykorát a 18. században élte, ekkor épült fel négy, ma is álló temploma. A második világháború során a brit Special Operations Executive tervbe vette egy támaszpont kiépítését a vunói tengerparton, ahonnan a megszállókkal szembeni fegyveres ellenállást támogatták volna, 1944. február 3-án azonban a német hadsereg megszállta a települést és környékét. A felmentő harcok során a falu egy része leégett, és a tengerparti síkon egy újabb településrész jött létre. A leégett település évtizedekre romos állapotban maradt.

## Nevezetességei
Legjelentősebb nevezetessége négy 18. századi egyházi épülete: az értékes freskókkal rendelkező Szent Mihály- (Kisha e Shën Mëhillit), Mesodhiai Szűz Mária- (Kisha e Shën Mërisë Mesodhi), Szent Szotir- (Kisha e Shën Sotirës) és Szent Szpiridon-templomok (Kisha e Shën Spiridhonit). Egyike az Albán-Riviéra falvainak, ahol a hagyományos kőházak és szűk, kövezett utcácskák egy része fennmaradt, négy lakóház élvez műemléki védelmet, köztük a Nushi fivérek szülőháza. A 20. század második felében múzeumfalunak nyilvánították, és egy szépen restaurált hagyományos házban falumúzeum is működött.
A település délnyugati előterében húzódik a kirándulókat vonzó Gjipe-szurdok és strandja, a Vunóhoz tartozó partvidéken pedig a jalai strand (Plazh i Jalës) várja a strandolókat.

### Vuno nevezetes szülöttei
- Spiro Koleka (1908–2001) kommunista politikus.[11]
- Gogo Nushi (1913–1970) és Kosma Nushi kommunista politikusok.[12] 1991 előtt a szülőházukban berendezett emlékkiállítás mutatta be az életüket.[13]
- Dhimitër Anagnosti(wd) (1936) filmrendező, forgatókönyvíró.[14]
- Robert Ndrenika(wd) (1942) színházi és filmszínész.[15]